# Louis Roussel (syndicaliste)
Pour les articles homonymes, voir Louis Roussel et Roussel.
Louis, Jean-Baptiste Roussel (14 septembre 1876-24 juillet 1952), né et mort à Beaumont-sur-Oise (Seine-et-Oise), fut instituteur et directeur d’école à Paris. Président de la Fédération nationale des amicales d'instituteurs, il contribua, avec son inséparable compagnon Émile Glay à sa transformation en Syndicat national des instituteurs et à son affiliation à la Confédération générale du travail en 1925. Il fut l'un des fondateurs de la Fédération générale de l’Enseignement (1929), devenue Fédération de l'Éducation nationale en 1946. Membre du Conseil national économique de 1935 à 1952, il fut également maire socialiste de Beaumont-sur-Oise (1935-1952).

## Jeunesse et formation militante
Petit-fils de cordonnier et fils d’instituteur, Louis Roussel est élève de l’école primaire supérieure de Versailles. Admis au concours d'entrée à l'école normale d'instituteurs de la Seine (école normale dite « d'Auteuil »), il est durant trente-sept ans instituteur puis directeur d’école à Paris. Dès 1898, il adhère au Parti socialiste.

## Le militant amicaliste et syndicaliste
Le droit syndical est dénié aux fonctionnaires et aux instituteurs en général. Louis Roussel, président de l'Association des anciens élèves de l’école normale d'Auteuil où milite également l’inséparable Émile Glay, est élu au conseil départemental de l’enseignement primaire de la Seine. Le 26 novembre 1905, avec Glay et Dufrenne, également conseillers départementaux, il lance le Manifeste des instituteurs syndicalistes qui réclame la pleine capacité syndicale pour les fonctionnaires, ainsi que le droit d’entrer dans les bourses du travail et d’appartenir à la CGT,.
Louis Roussel s'investit également dans la Fédération nationale des amicales d'instituteurs, née en 1902 après le vote de la loi sur les associations qui permet officiellement aux fonctionnaires, à défaut de syndicats, de constituer des associations professionnelles. Il devient président de la « commission permanente » de la Fédération des Amicales d’instituteurs à son congrès de Nancy (9-12 août 1909). Syndicaliste à titre personnel, Roussel apparaît soucieux de ne pas se couper de la masse des instituteurs restés dans les amicales et souhaite retarder l’adhésion du syndicat à la CGT, contrairement aux éléments les plus avancés qui vont constituer le noyau de la Fédération des syndicats de l’enseignement laïque qui dispose à partir de 1910 d'une revue: L’École émancipée.
Après la guerre de 1914-1918, les syndicats départementaux se multiplient, mais restent toujours illégaux. Cependant s’affirment les revendications contre l’arbitraire auquel était trop souvent soumise la carrière des instituteurs (nominations, avancement). Pour éviter des poursuites éclatées, en 1920, la Fédération des amicales se transforme en Syndicat national organisé en sections départementales, avec des structures qui vont, malgré des changements d'appellation, rester les mêmes : congrès annuel (avec un « petit congrès » formé des responsables des sections départementales, embryon du futur conseil national), commission permanente (le futur Bureau national) et en son sein un bureau restreint. Le tandem Roussel (secrétaire général)/Glay (secrétaire général adjoint) le domine au point qu'on l’appelle le « syndicat Glay-Roussel » puis le SN, appellation militante qu'il conservera jusqu'à la guerre de 1939-1945. Une action judiciaire conduit le tribunal de la Seine à prononcer la dissolution du syndicat, mais ses dirigeants jouent la montre. La procédure s'arrête avec l’arrivée au pouvoir du Cartel des gauches.
En 1925, le syndicat peut adhérer à la CGT dans un climat qui n’a plus rien à voir avec celui des débuts et qui n’empêche pas l’amorce d’une concertation avec le ministère. Dès 1924, ses représentants rencontrent chaque semaine l’administration. Ces orientations doivent beaucoup à Roussel qui est délégué, de 1925 à 1933, à tous les congrès nationaux de la CGT. Pour lui, les instituteurs n’avaient pas besoin d’aller au peuple, ils en étaient. À partir de 1929, il occupe également les fonctions de secrétaire de la Fédération générale de l’Enseignement qui vient d'être constituée.
Peu amateur de polémiques ou de débats doctrinaux, Roussel dirige le syndicat plus en président qu’en secrétaire général selon son successeur, André Delmas. Ce dernier estimait que Roussel avait « une conception anarchisante de l'activité syndicale ». Roussel ne fut jamais permanent, laissant cette tâche à Glay. Venant au siège du syndicat chaque jour après sa classe, il préfère la réflexion et la parole à l’écriture et ne veut pas alourdir les structures syndicales de crainte que leur pouvoir ne soit exorbitant.
Son action prend également une dimension internationale. Il fonde le secrétariat international professionnel des syndicats d’instituteurs et professeurs au sein de la Fédération syndicale internationale d’Amsterdam. Il collabore aussi aux études du Conseil économique.

## Le militant socialiste, l’élu local
Militant de la 10e section de la Fédération de la Seine du Parti socialiste, il prend sa retraite en 1932 dans son pays natal à Beaumont-sur-Oise, militant désormais dans la vie locale. Candidat en 1934 au conseil général dans le canton de L’Isle-Adam, il mène la liste SFIO aux élections municipales de 1935 avec une profession de foi d’une tonalité très politique contre le fascisme et la guerre, pour le désarmement. C’est loin d’être le cas de tous les candidats socialistes, soucieux d’apparaître comme «gestionnaires». Il est élu maire de Beaumont en 1935, comme l’avait auparavant été son père. Il est réélu en 1945 face aux communistes et en 1947. Il reste maire jusqu’à sa mort en 1952. Il repose au cimetière de Beaumont-sur-Oise.